# Trypanosoma cruzi
Il Trypanosoma cruzi è un protozoo parassita del genere Trypanosoma, portatore di infezioni e malattie, in particolare la malattia di Chagas (detta anche "tripanosomiasi americana").
T. cruzi viene trasmesso all'uomo dalla cimice Triatoma infestans, attraverso le sue feci. Tali emitteri, infatti, durante il nutrimento, defecano, irritando la pelle dell'uomo e provocando prurito. L'uomo favorisce quindi il contagio grattandosi, lasciando entrare in circolo il tripanosoma. Una volta penetrato, il parassita penetra in diverse cellule, soprattutto nei macrofagi, nelle cellule dei muscoli e in quelle nervose, dove si moltiplicano in forma amastigote trasformandosi successivamente in tripomastigote.

## Ciclo di vita
Il ciclo di vita del Trypanosoma cruzi inizia in un serbatoio animale, di solito mammiferi, selvatici o domestici, compresi gli esseri umani. Un insetto triatominae funge da vettore. Durante un pasto di sangue, ingerisce Trypanosoma cruzi. Nella cimice triatominae (Triatoma infestans) il parassita entra nello stadio di epimastigote, rendendo possibile la riproduzione. Dopo la riproduzione per fissione binaria, gli epimastigoti si spostano sulla parete cellulare del retto, dove diventano infettivi. I Trypanosoma cruzi infettivi sono chiamati tripomastigoti metaciclici. Quando l'insetto triatominae successivamente prende un pasto di sangue da un essere umano, defeca. I tripomastigoti sono nelle feci e sono in grado di nuotare nelle cellule dell'ospite usando flagelli, una caratteristica coda da nuoto dominante nella classe dei protisti euglene. 
I tripomastigoti entrano nell'ospite umano attraverso la ferita da morso o attraversando le mucose. Le cellule ospiti contengono macromolecole come laminina, trombospondina, eparina solfato e fibronectina che ricoprono la loro superficie.  Queste macromolecole sono essenziali per l'adesione tra parassita e ospite e per il processo di invasione dell'ospite da parte del parassita. I tripomastigoti devono attraversare una rete di proteine che rivestono l'esterno delle cellule ospiti per entrare in contatto e invadere le cellule ospiti. Le molecole e le proteine sul citoscheletro della cellula si legano anche alla superficie del parassita ed iniziano l'invasione dell'ospite.